# Microrregión del Baixo Parnaíba Maranhense
La Microrregión del Baixo Parnaíba Maranhense es una de las microrregiones del estado brasileño del Maranhão perteneciente a la mesorregión Mesorregión del Este Maranhense. Su población según el censo de 2010 es de 138.992 habitantes y está dividida en seis municipios. Su población está formada por mestizos 75.4, blancos 20.5, negros 4.0 y asiáticos 0.1, además según el censo IBGE 2010 vivían en la región 41 indígenas. Posee un área total de 6.872,865 km².

## Municipios
- Água Doce do Maranhão
- Araioses
- Magalhães de Almeida
- Santa Quitéria do Maranhão
- Santana do Maranhão
- São Bernardo

- Datos: Q2133924